# Keenen Ivory Wayans
Keenen Ivory Wayans (født 8. juni 1958) er en amerikansk skuespiller, producer, filminstruktør, manuskriptforfatter og komiker, kendt som skaberen og værten på FOX sketchshowet In Living Color og som manden bag komediefilm som Scary Movie, White Chicks og Little Man, som han har lavet i samarbejde med sine brødre Marlon Wayans og Shawn Wayans.

## Filmografi i udvalg
- Scary Movie (2000), instruktør og skuespiller
- Scary Movie 2 (2001), instruktør
- White Chicks (2004), instruktør og producer
- Little Man (2006), instruktør, producer og manuskriptforfatter

## Ekstern henvisning
- Keenen Ivory Wayans på Internet Movie Database (engelsk)
- Keenen Ivory Wayans på Filmdatabasen
- Keenen Ivory Wayans på Scope
- Keenen Ivory Wayans på Svensk Filmdatabas (svensk)
- Keenen Ivory Wayans på AlloCiné (fransk)
- Keenen Ivory Wayans på AllMovie (engelsk)
- Keenen Ivory Wayans på Rotten Tomatoes (engelsk)
- Keenen Ivory Wayans på The Movie Database (engelsk)
- Keenen Ivory Wayans på Encyclopædia Britannica Online (engelsk)